# 純血のアメリカ人

アメリカ政府が2000年に調査した「アメリカ人のアイデンティティマップ」によれば、「純血のアメリカ人」はアメリカ東部の南部に位置する「薄黄色の狭長帯」に集まっている。
ドイツ系アメリカ人アフリカ系アメリカ人メキシコ系アメリカ人
純血のアメリカ人イギリス系アメリカ人アメリカ先住民
スペイン系アメリカ人ノルウェー系アメリカ人オランダ系アメリカ人
フィンランド系アメリカ人アイルランド系アメリカ人
フランス系アメリカ人イタリア系アメリカ人プエルトリコ系アメリカ人

純血のアメリカ人（じゅんけつのアメリカじん、英語: American ancestry）とは、自分自身を純粋なアメリカ人だと考え、先祖の血統に関心を持たない、あるいはそれを否定するアイデンティティを指す。
日本語では「純粋なアメリカ人」「アメリカ血統」「アメリカン・エンサストリー」などと訳されることがある。

## 概要
このようなアイデンティティを持つ人々の多くは白人系アメリカ人であるが、アメリカ先住民やアフリカ系アメリカ人の中にも一部に見られる。かれらの特徴として、祖先がアメリカ州に渡る以前のルーツ、特にヨーロッパの歴史に関心を示さず、アメリカ大陸、特に北米で生じた出来事や文化に強く意識を向けている点が挙げられる。
最初のアメリカ合衆国の国民は、血統的にはヨーロッパ人と大きな違いは無かったが、北米での生活を通じて次第にヨーロッパとの繋がりが希薄になり、最終的には自分たちを純粋なアメリカ人と認識するようになった。このようなアイデンティティの変化は、特にイングランド系、スコットランド系、アイルランド系、ウェールズ系といったイギリス系移民の間で顕著であり、そのほかの白人系アメリカ人ではあまり一般的ではない。
CIA（アメリカ中央情報局）の研究によれば、多くのアメリカ人は「純血のアメリカ人」という概念が科学的な民族分類ではないことを明確に知りながらも、強い愛国心からこのアイデンティティを自ら受け入れようとする傾向がある。国勢調査のデータによると、この傾向は特にアメリカ南部の平野部、高地地帯、アパラチア地域に住む白人の間で特に顕著である。
もともとは白人優越主義的な意味合いを持っていた言葉であったが、2020年代に第2次トランプ政権・共和党の「MAGA」（アメリカを再び偉大な国にする）や「アメリカ・ファースト」などの政治運動を経たあと変化し、より多くの非白人系アメリカ人、特に中国（中華人民共和国）を反対する男性の米国人は合衆国への忠誠を示す目的で、自らを純血のアメリカ人と名乗るようになっている。

## 語源
「American ancestry」という英語の単語は、1500年代には「ヨーロッパ人の生活習慣とは明らかに異なり、西半球に住むアメリカ大陸の先住」のことを指した。その後の百年間に「American ancestry」の意味は徐々に広がっており、ヨーロッパの植民者と先住民たちの「子孫」を指すようになった。
アメリカ政府が「American ancestry」に定義したことが無いが、同じ英語を使うイギリスでは1820年に『オックスフォード英語辞典』の中で「北アメリカ州の本土で生まれ、自分がアメリカ人であることを誇りと思って、市民権も獲得した者」と定義し、アメリカも21世紀の前にそれを流用していた。

## 歴史

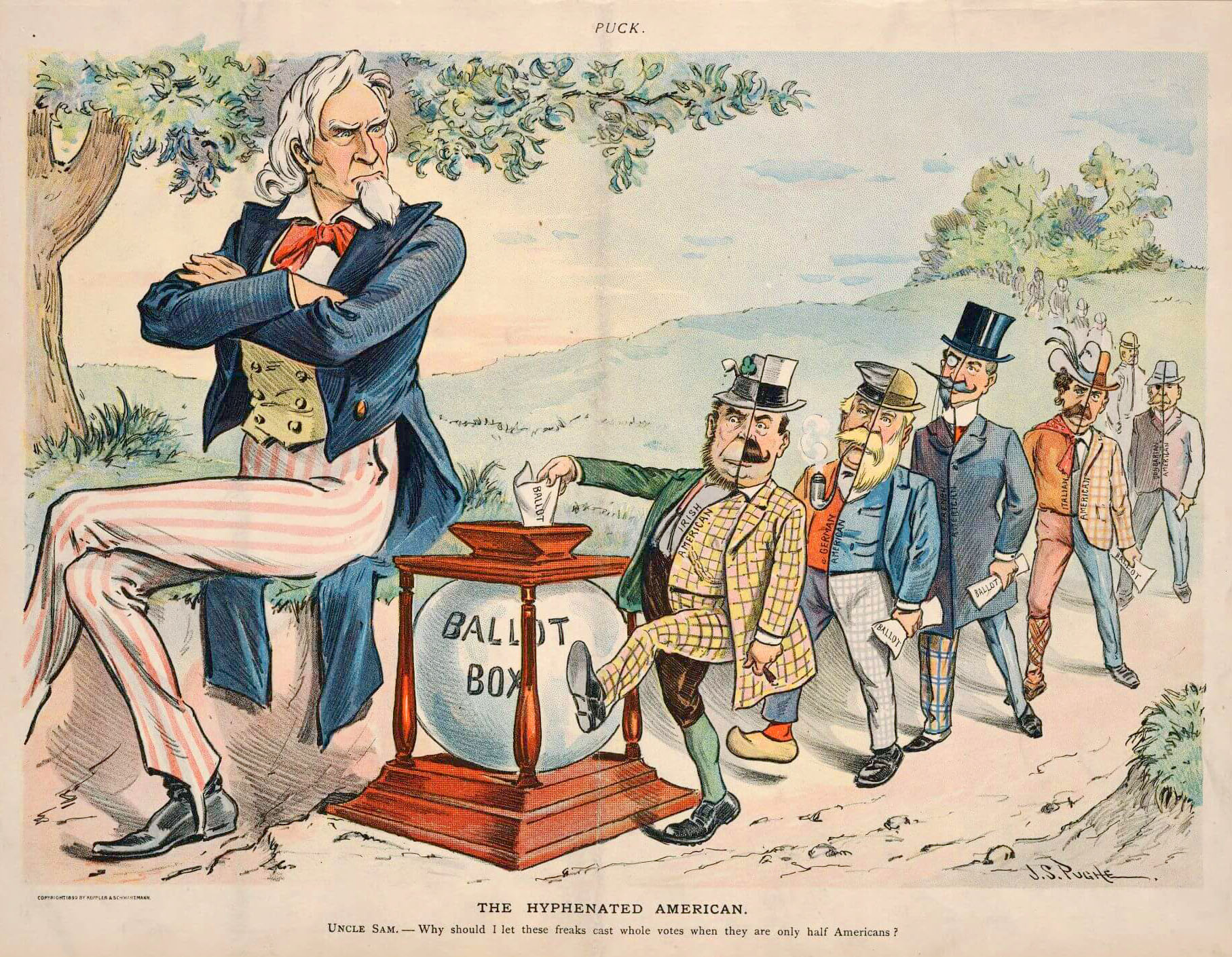
1899年8月9日にJ.S.プグが創作された漫画『Puck』。サムおじさんは多くのアメリカ人が他国の価値観を持っていることを見て、「何故こんな中途半端な米国人たちに投票権を与えるのか？」と読者へ問いかけた。

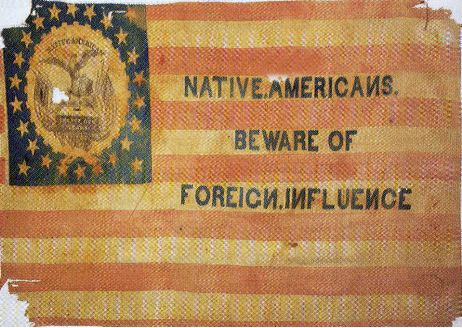
1850年に描かれていた「反移民」の旗

セオドア・ルーズベルト大統領は「米国の領土内では、すでにアングロサクソン系のイギリス人とはまったく異なり、純粋なアメリカ人が形成していた:78,131。今、アメリカの白人とアメリカ先住民は対立ではなく、もっと平等に融合すべきだ:78。私たちの国、アメリカ合衆国はアメリカ人というのアイデンテティを自動的に創造する能力を持ち、アメリカ国内の各民族は一つに融合した。」と発言した。
エリック・コフマン教授は、アメリカ本土主義がこれまで主に「心理的」および「経済的」な観点から説明されてきたが、「文化」や「民族」の視点も同様にこの主義の誕生に影響を与えたと考える。コフマン教授によれば、「19世紀の移民潮の前に、アメリカ人の愛国的認識がすでに存在していた」ということを考慮しないと、アメリカ本土主義の成り立ちや発展の流れを理解することは出来ない。
「本土主義」という言葉は、1840年代から1850年代にかけて存在したアメリカ本土主義的な立場をとる政党に由来している。当時のアメリカでは、先住民という言葉はアメリカ先住民を指すこと以外、13州の植民地住民の子孫を指すことも可能となった。これらの「固有のアメリカ人」は主にイギリスからのプロテスタント移民であり、カトリック教徒の国から来た移民を「アメリカの共和制に対する脅威」とみなした。なぜなら、カトリック教徒はローマ教皇に対してより忠実である可能性があると考えられていたからである。つまり、アメリカ本土主義は平和的に融合することだけでは無く、「排外的な心情」にも結びついた。
1830年代から1850年代にかけてアメリカ東北部で広がっているアメリカ本土主義は、カトリック系移民の急増を効果的に抑制した。。アメリカ機械協会（Native American Party）という組織は、1844年のフィラデルフィアでの本土主義暴動後に設立され、兄弟団のような秘密結社であった。ニューヨーク市は当時、反アイルランド、反ドイツ、反カトリックの中心都市であり、その中でもっとも積極的な団体は1848年に設立された「スター・アンド・ストライプス・メダル」であり、この団体も秘密結社だった。より広く知られていた公開の本土主義運動には、1850年代の無所知党（Know Nothing Party）やアメリカ党、そして1890年代の移民制限連盟が含まれている。
アメリカ南北戦争の前の1830年代から1860年代にかけて、アメリカ政府は「道徳的恐慌」の理由から、本土主義の広がりを制限していた。最終的に、アメリカ本土主義はアメリカ合衆国議会にも響を与えた。その後、1924年は『南欧・東欧移民の制限法』、1882年は『中国人排除法』、1907年は『ジェントルマン協定』など、さまざまな正式および非正式な反アジア規定が提案されていた。

### 参考書目
- “Ancestry: 2000 (Census 2000 Brief)”.  U.S. Census Bureau (2004年6月). 2004年12月4日時点のオリジナルよりアーカイブ。2017年12月10日閲覧。
- Farley, Reynolds (August 1991). “The New Census Question about Ancestry: What Did It Tell Us?”. Demography 28 (3):  411–429. doi:10.2307/2061465. JSTOR 2061465. PMID 1936376.